# A magyar labdarúgó-válogatott mérkőzései 1931-ben
A magyar labdarúgó-válogatott 1931-ben nyolc mérkőzést vívott, ebből öt mérkőzést játszottunk az Európa-kupáért.
Szövetségi kapitány:
- Máriássy Lajos

## Eredmények
| 148. mérkőzés 1931. március 22. Európa-kupa | Csehszlovákia                | 3 – 3             | Magyarország     | Prága, Sparta-pálya Nézőszám: 30 000 Játékvezető: Peco Bauwens (GER) |
| 148. mérkőzés 1931. március 22. Európa-kupa | F. Svoboda 35' 66' Junek 45' | (2 – 2) Részletek | Avar 11' 33' 53' | Prága, Sparta-pálya Nézőszám: 30 000 Játékvezető: Peco Bauwens (GER) |

| 149. mérkőzés 1931. április 12. Európa-kupa | Magyarország                                                  | 6 – 2             | Svájc               | Budapest, MTK-pálya Nézőszám: 25 000 Játékvezető: Rinaldo Barlassina (ITA) |
| 149. mérkőzés 1931. április 12. Európa-kupa | Avar 3' 71' 87' P. Szabó 35' (11-esböl) Kalmár 75' Táncos 76' | (2 – 2) Részletek | Abegglen III. 4' 8' | Budapest, MTK-pálya Nézőszám: 25 000 Játékvezető: Rinaldo Barlassina (ITA) |

| 150. mérkőzés 1931. május 3. Európa-kupa | Ausztria  | 0 – 0 | Magyarország | Bécs, Hohe Warte Stadion Nézőszám: 45 000 Játékvezető: René Mercet (SUI) |
| 150. mérkőzés 1931. május 3. Európa-kupa | Részletek |       |              | Bécs, Hohe Warte Stadion Nézőszám: 45 000 Játékvezető: René Mercet (SUI) |

| 151. mérkőzés 1931. május 21. | Jugoszlávia                                      | 3 – 2             | Magyarország | Belgrád, BSK-pálya Nézőszám: 14 000 Játékvezető: Emil Göbel (AUT) |
| 151. mérkőzés 1931. május 21. | Tirnanics 19' Hitrec 55' (11-esböl) Lemesics 83' | (1 – 1) Részletek | Avar 35' 50' | Belgrád, BSK-pálya Nézőszám: 14 000 Játékvezető: Emil Göbel (AUT) |

| 152. mérkőzés 1931. szeptember 20. | Magyarország                  | 3 – 0             | Csehszlovákia | Budapest, FTC-pálya Nézőszám: 20 000 Játékvezető: Peco Bauwens (GER) |
| 152. mérkőzés 1931. szeptember 20. | Turay 10' Avar 16' Kalmár 32' | (3 – 0) Részletek |               | Budapest, FTC-pálya Nézőszám: 20 000 Játékvezető: Peco Bauwens (GER) |

| 153. mérkőzés 1931. október 4. Európa-kupa | Magyarország           | 2 – 2             | Ausztria        | Budapest, MTK-pálya Nézőszám: 40 000 Játékvezető: Peco Bauwens (GER) |
| 153. mérkőzés 1931. október 4. Európa-kupa | P. Szabó 41' Spitz 65' | (1 – 0) Részletek | Zischek 58' 86' | Budapest, MTK-pálya Nézőszám: 40 000 Játékvezető: Peco Bauwens (GER) |

| 154. mérkőzés 1931. november 8. | Magyarország          | 3 – 1             | Svédország | Budapest, FTC-pálya Nézőszám: 13 000 Játékvezető: Rinaldo Barlassina (ITA) |
| 154. mérkőzés 1931. november 8. | Spitz 3' Avar 34' 56' | (2 – 1) Részletek | Rydell 9'  | Budapest, FTC-pálya Nézőszám: 13 000 Játékvezető: Rinaldo Barlassina (ITA) |

| 155. mérkőzés 1931. december 13. Európa-kupa | Olaszország                         | 3 – 2             | Magyarország | Torino, Campo Torino Nézőszám: 35 000 Játékvezető: René Mercet (SUI) |
| 155. mérkőzés 1931. december 13. Európa-kupa | Libonatti 22' Orsi 58' Cesarini 90' | (1 – 0) Részletek | Avar 54' 62' | Torino, Campo Torino Nézőszám: 35 000 Játékvezető: René Mercet (SUI) |

## Lásd még
- A magyar labdarúgó-válogatott mérkőzései (1930–1949)
- A magyar labdarúgó-válogatott mérkőzései országonként